# Holthusen (Weener)

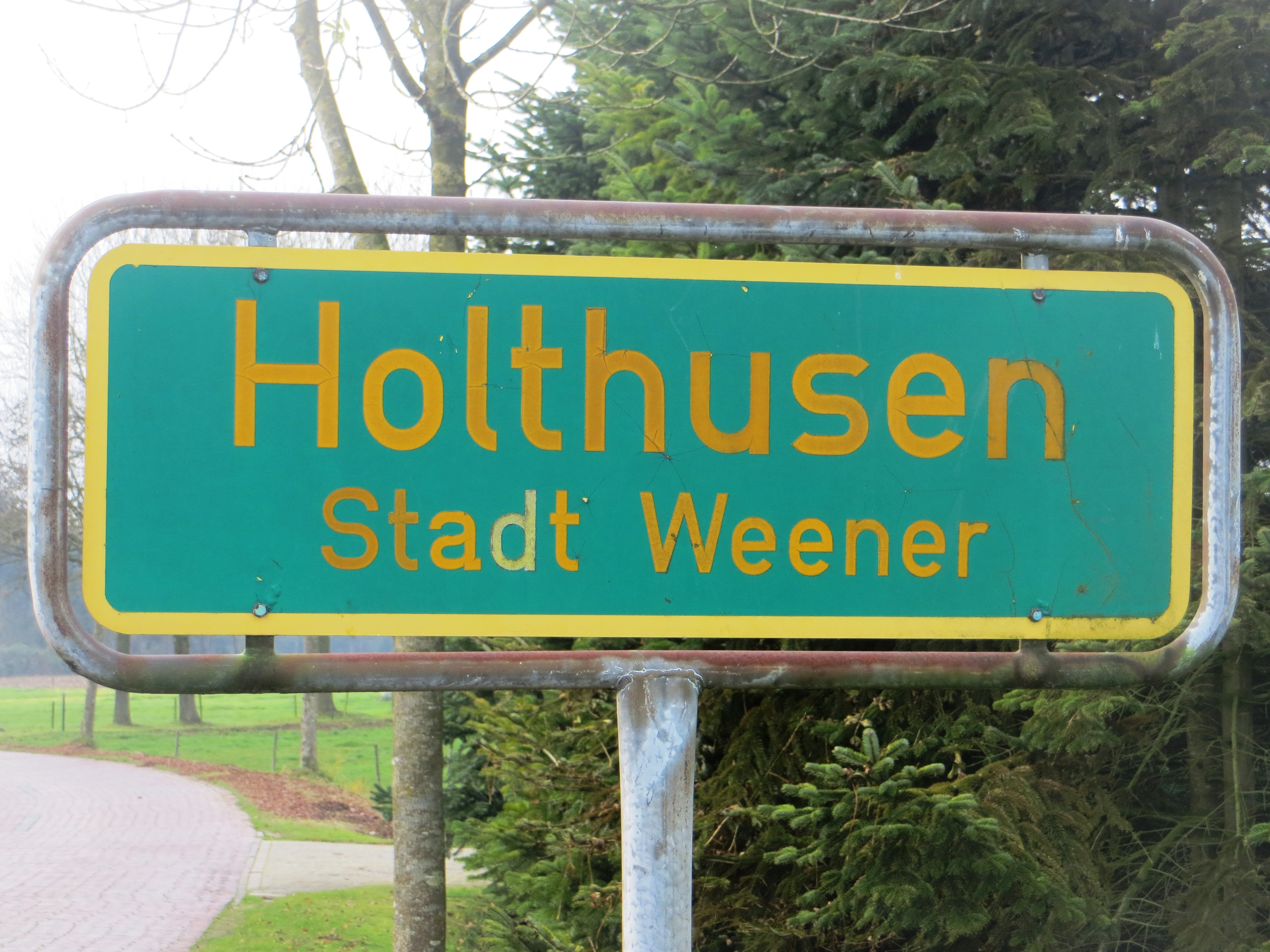
Ortseingangsschild

Holthusen ist ein Ortsteil der Stadt Weener im ostfriesischen Rheiderland. Im Ort lebten am 31. Dezember 2017 1129 Einwohner. Ortsvorsteher ist Gerrit Dreesmann.

## Geologie und Geografie
Holthusen liegt auf Höhen zwischen knapp unter Normalnull (NN) und 6,9 m ü. NHN auf einem Geestrücken westlich von Weener, östlich der A 31 in Höhe des Autobahndreiecks Bunde zwischen Stapelmoor und Beschotenweg. Im Westen grenzt das Dorf an ein Hochmoorgebiet, im Norden und Osten an die Sandböden der Geest mit aufliegenden Plaggenesch.

## Geschichte
Holthusen ist seit der Frühzeit besiedelt. Darauf deuten steinzeitliche Artefakte hin, die in Holthusen entdeckt wurden. Funde eines Bronzebeiles, das als bronzezeitliches Mooropfer gedeutet werden kann, sowie von Tonscherben aus der Römischen Kaiserzeit und aus dem Spätmittelalter machen eine Siedlungskontinuität wahrscheinlich. Erstmals wurde der Ort 1472 urkundlich genannt. Der Name ist plattdeutschen Ursprungs. Wörtlich übersetzt bedeutet er Holzhäuser, kann aber auch mit Waldhäuser wiedergegeben werden. Die Bezeichnung deutet auf den früheren Waldbestand in dieser Gegend hin. Während des Mittelalters war Holthusen Teil des Rheiderlandes und nach der Konsolidierung der Grafschaft Ostfriesland ordneten es die Cirksena der Vogtei Weener im Amt Leerort zu. Nach der Besetzung Ostfrieslands durch niederländische und später französische Truppen war Holthusen seit 1807 Teil des Kantons Jemgum im Arrondissement Winschoten des Département Ems-Occidental. Nach der Niederlage Napoleons wurde der Ort 1817 der Vogtei Stapelmoor im Amt Weener angegliedert, der 1885 zum Kreis Weener erklärt wurde. Seit dessen Auflösung im Jahre 1932 ist Holthusen Teil des Landkreises Leer. In der Zeit des Nationalsozialismus war die Kirchengemeinde Holthusen unter Pastor Hermann Steen und seiner Frau Menna eines der Zentren der Bekennenden Kirche in Ostfriesland.
Am 1. Januar 1973 wurde Holthusen in die Stadt Weener eingegliedert.